# Augustin von Alveldt

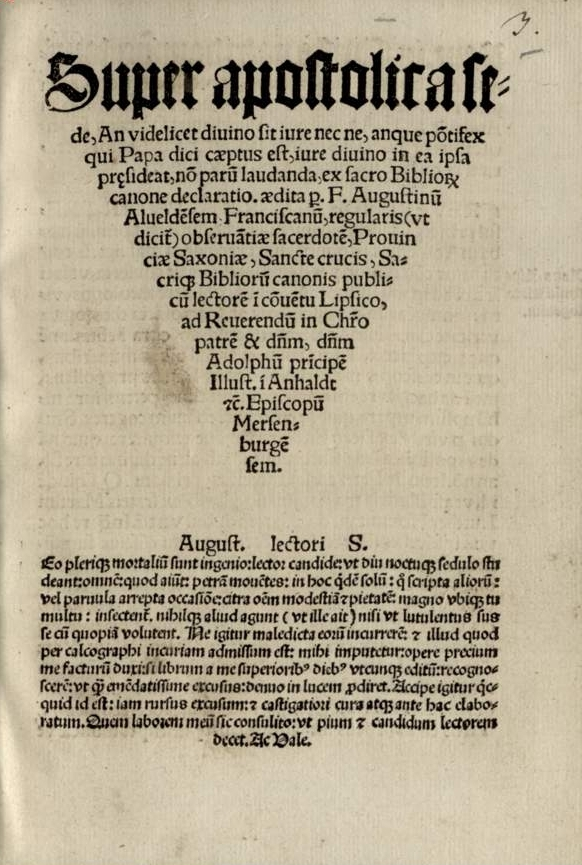
Titelblatt der Schrift Super apostolica sede (1520)

Augustin von Alveldt (auch Alveld, Alvelt; * um 1480 in Alfeld, nahe Hildesheim; † um 1535 vermutlich in Halle (Saale)) war ein Franziskaner. Der Theologe war einer der frühesten und entschiedensten Gegner Martin Luthers und der Reformation.

## Leben
Über Augustin von Alveldts Eltern und seine Jugend ist nichts bekannt; Ende des 15. Jahrhunderts existierte in Alfeld jedoch schon eine Lateinschule (Schulordnung von 1474), die er besucht haben dürfte. Augustin von Alveldt besaß große sprachliche Fertigkeiten, beherrschte fließend Latein, war vertraut mit den Klassikern, verfügte über Kenntnisse in Griechisch und Hebräisch; auch die humanistischen Schriften seiner Zeit waren ihm nicht unbekannt. Er war ein Mann von scharfem und analytischem Verstand.
Im Jahr 1520 wurde er Dozent für Bibelauslegung im Konvent der Franziskaner in Leipzig. Er verfasste im selben Jahr die in Leipzig veröffentlichte Schrift Super apostolica sede, in der er jeden zum Ketzer erklärte, der das göttliche Recht des Papsttums nicht akzeptiere. Martin Luther ließ diese Schrift durch seinen Famulus, den Augustiner Johannes Lonicer, mit einer Gegenschrift beantworten. Als Augustin von Alveldt kurz darauf eine umgearbeitete Übersetzung in deutscher Sprache veröffentlichte, verfasste Luther die Entgegnung selbst. Ende Mai 1520 erschien sie als die Schrift Vom Papsttum zu Rom wider den hochberühmten Romanisten zu Leipzig. In einer Antwort darauf warf Augustin die Frage auf, ob sich die Reichung der heiligen Kommunion einzig in Gestalt des Brotes aus der Bibel rechtfertigen ließe. Luther ging auf diese Frage ein und verband mit der Antwort eine Untersuchung über die Sakramentenfrage im Allgemeinen, die im Oktober 1520 als die umfangreiche Schrift De captivitate Babylonica ecclesiae praeludium erschien.
Am 20. Januar 1521 leitete Augustin von Alveldt in Weimar einen öffentlichen theologischen Disput über die Vorzüge des Klosterlebens zwischen Johann Lange und Mechler auf der einen und den Franziskanern auf der anderen Seite. Ein ähnlicher Disput gegen Lange folgte am 15. Januar 1522 in der Frauenkirche in Weimar, in dem Augustin das Klosterleben gegen die Reformatoren verteidigte. Er bekleidete seit 1523 das Amt des Guardians des Klosters in Halle, 1529 wurde er Provinzial seines Ordens in Sachsen.